# Cambio climático y agricultura

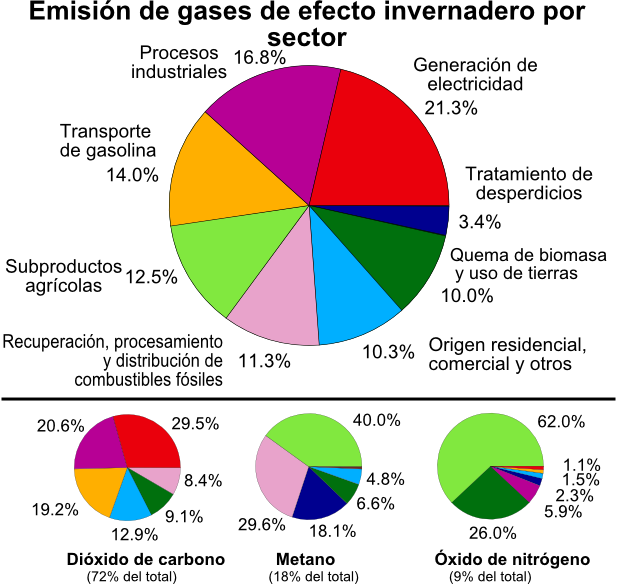
Emisión de gases de efecto invernadero por sector

El cambio climático y la agricultura son dos procesos relacionados entre sí que dañan y destruyen al mundo.
El cambio climático afecta a la agricultura de diferentes maneras; los impactos se relacionan con el incremento de la temperatura promedio, la modificación del patrón de precipitaciones, el aumento de la frecuencia e intensidad de eventos climáticos extremos (sequía, inundaciones, tornados, ciclones, olas de calor), el incremento de la concentración de dióxido de carbono, el deshielo y la interacción entre estos elementos, los cuales influyen en la producción de alimentos y amenazan la seguridad alimentaria.
A la vez, las actividades agropecuarias han contribuido en el cambio climático a través de las emisiones de gases de efecto invernadero, principalmente de dióxido de carbono, metano y óxido nitroso. El exceso de estos gases en la atmósfera han perturbado la capacidad de la Tierra para regular la temperatura, y son responsables de inducir el calentamiento global y forzar el cambio climático.
El cambio climático ya está afectando la agricultura, y se prevé que los impactos se agraven en los próximos años con diferentes grados de severidad y complejidad, pudiendo ser variables de acuerdo con la región geográfica y las condiciones particulares del contexto climático y socioeconómico de los sistemas de producción alimentaria.
Los periodos de sequía prolongados, las olas de calor, la reducida disponibilidad de agua y el exceso de precipitaciones disminuyen el rendimiento de los cultivos y afectan a la salud y el bienestar del ganado, y con ello la disponibilidad de alimentos. El cambio climático es una amenaza para la seguridad alimentaria; en particular, las poblaciones más vulnerables serán las más afectadas.
Por otra parte, la buena gestión de los conocimientos generados por la ciencia del cambio climático podría impulsar la aplicación de estrategias de mitigación y adaptación favorables para reducir las emisiones, maximizar la producción y favorecer el desarrollo de sistemas de producción mejor adaptados al cambio climático.

## Impacto del cambio climático en la agricultura

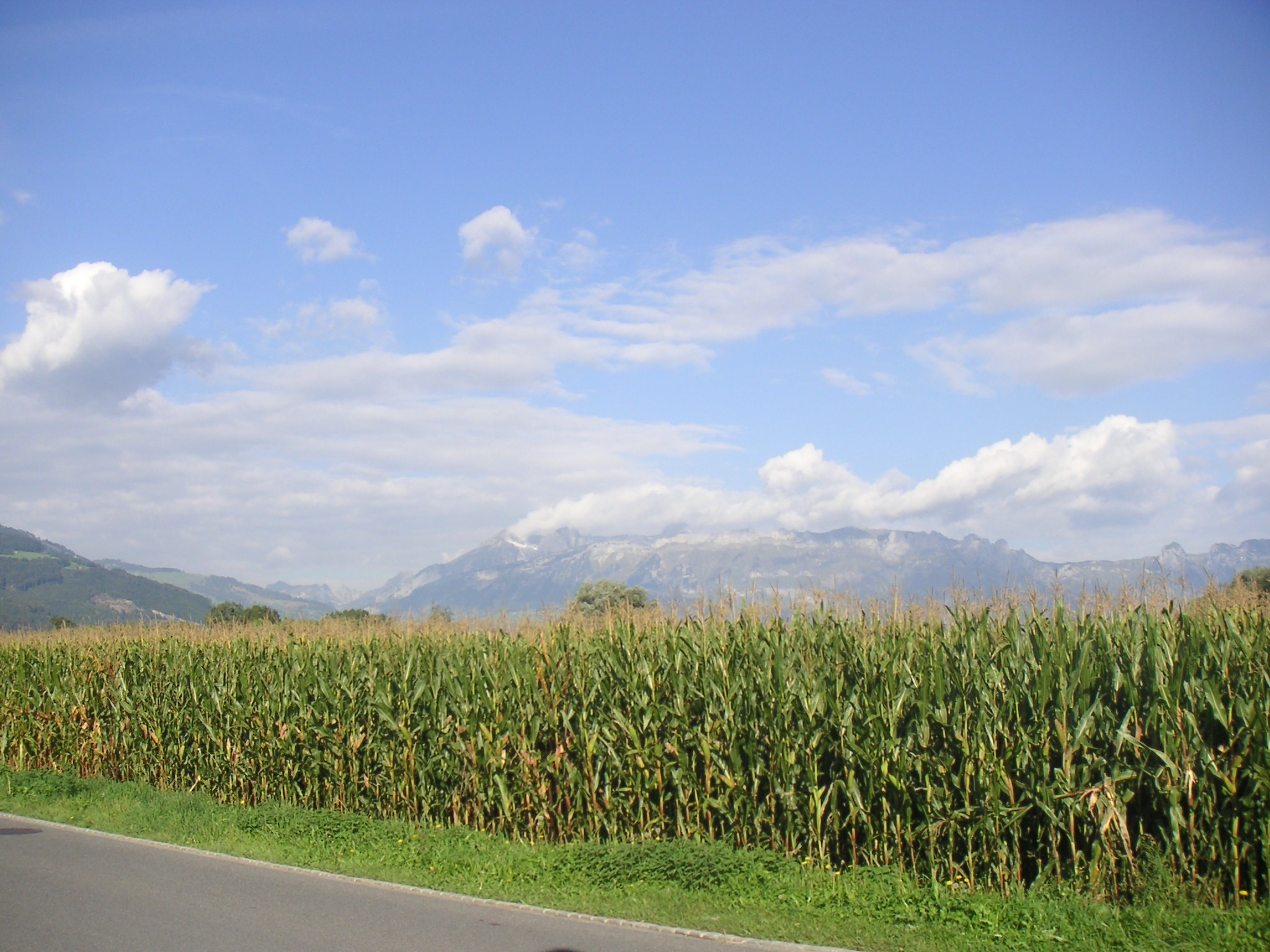
Una plantación de maíz en Liechtenstein.

A pesar de los avances tecnológicos como el mejoramiento genético de cultivos, los organismos genéticamente modificados, los sistemas de riego, las técnicas de fertilización y el uso herramientas digitales, los factores claves y determinantes de la productividad agrícola siguen siendo la biodiversidad, los factores edáficos y el clima.
Desde tiempos ancestrales, los sistemas agropecuarios se han desarrollado en función del clima, y también han padecido los embates de la variabilidad climática, pero el cambio climático en desarrollo se convierte en un factor que aumenta sustancialmente el riesgo y la posibilidad de fuerte repercusión en áreas agrícolas de mayor vulnerabilidad. El cambio climático afectará de manera paulatina y progresiva la producción agropecuaria, ocasionando cambios en las condiciones ecológicas de las zonas de producción agrícola y ganadera.
El efecto del cambio climático en la agricultura está relacionado con variaciones en los climas locales, más que en patrones mundiales. La respuesta de los sistemas agrícolas al cambio climático es y será diferente en cada región; y las diferencias se relacionan con las características propias de cada territorio, tipo de cultivos o modalidad de crianza de animales, prácticas de manejo y grado de vulnerabilidad de los sistemas agrícolas. En tal sentido, los estudios correspondientes a cambio climático y agricultura deberían ser conducidos en las condiciones locales de cada región.
El Tercer Informe de Evaluación del IPCC señaló que los países más pobres serían los más afectados con la reducción de la producción agrícola en la mayoría de las regiones tropicales y subtropicales, debido a menor disponibilidad de agua y al aumento de la incidencia de nuevas plagas de insectos o enfermedades. En África y Latinoamérica muchos cultivos se hallan cerca de su límite de tolerancia máxima de temperatura, por lo que, probablemente, el rendimiento de los cultivos se reduzca, aun con pequeños cambios en el clima. Se prevé que en el siglo XXI, la productividad agrícola caerá hasta un 30%. La vida marina y la industria pesquera se verán también gravemente afectadas en algunas zonas.
Según el Servicio meteorológico del Reino Unido, se espera que las áreas de cultivo se reduzcan a un 50% en Pakistán, mientras que la producción de maíz en Europa aumentaría a 25% con óptimas condiciones hidrológicas.
Los efectos más favorables para los cultivos dependen en gran parte del dióxido de carbono en el crecimiento de los cultivos y del aumento en la eficiencia en el uso del agua. La disminución de cultivos potenciales probablemente se produzca por la reducción del período de crecimiento, la escasez del agua y la vernalización deficiente.
A largo plazo, el cambio climático podría afectar a la agricultura de varias maneras:
- Productividad, en términos de cantidad y calidad de los cultivos.
- Prácticas agrícolas, a través de los cambios del uso del agua (riego) y aportes agrícolas como herbicidas, insecticidas y fertilizantes.
- Efectos en el medio ambiente, particularmente la relación de la frecuencia y sistema de drenaje de suelos, erosión, reducción de la diversidad de cultivos.
- Espacio rural, por medio de la pérdida y ganancia de terrenos cultivados, la especulación de tierras y los servicios hidráulicos.
- Adaptación, los organismos podrían convertirse más o menos competitivos, también los humanos podrían tener la necesidad de desarrollar más organismos competitivos, como variedades de arroz resistentes a la sal o a las inundaciones.

Gran parte de las proyecciones son inciertas, en especial por la falta de información en varias regiones locales específicas, además de la incertidumbre que existe sobre la magnitud del cambio climático, los efectos de cambios tecnológicos en la productividad, la demanda mundial de comida y las numerosas posibilidades de adaptación. El cambio climático está causando creciente el número de la migración forzada.
Muchos agrónomos creen que la producción agrícola será afectada principalmente por la gravedad y el ritmo del cambio climático y no por tendencias graduales del clima. Ya que, si el cambio es gradual, la biota tendría tiempo suficiente para adaptarse. Sin embargo, si el cambio climático es grave, podría amenazar la agricultura en muchos países, especialmente la de aquellos que ya han sufrido de cambios en las condiciones climáticas, puesto que tienen menos tiempo para una óptima selección natural y adaptación.

### Proyecciones
En 2001, el IPCC subrayo que los países más pobres serían los más duramente afectados con fuertes reducciones del rendimiento de los cultivos en muchas regiones tropicales y subtropicales debido a la dificultad de traer agua y a las nuevas plagas de insectos.
Si bien se podían sentir beneficios locales del calentamiento global en algunas regiones (tales como Siberia), las evidencias más recientes dicen que el rendimiento global de los cultivos y cosechas serán afectados negativamente.
En 2007, Schneider et al. proyectó que un incremento de 1 a 3 °C produciría una disminución en la producción de algunos cereales en latitudes bajas y un aumento de la producción en altas latitudes, y en general la producción mundial se incrementaría hasta una subida de 3 °C aproximadamente, y probablemente disminuiría si sobrepasa el nivel de los 3 y 4 °C. Muchos de los estudios de agricultura mundial hechos por Schneider et al. no incluyen factores críticos como los cambios extremos o la propagación de pestes y enfermedades. Los estudios tampoco han considerado el desarrollo de técnicas específicas o tecnologías que ayuden a la adaptación. En 2007, el aumento de los incentivos a los agricultores a cultivar productos no alimentarios de biocombustibles junto con otros factores (como el aumento de los costos de transporte, el cambio climático, el aumento de la demanda de los consumidores en China y la India, y el crecimiento de la población) causó escasez de alimentos en Asia, el Oriente Medio, África, y México, así como el aumento de los precios de los alimentos en todo el mundo. En diciembre de 2007, 37 países se enfrentan a crisis de alimentos y 20 habían impuesto algún tipo de control de precios a los alimentos.
Otro punto importante a considerar es que las hierbas indeseables también realizan el mismo ciclo que los cultivos y por tanto también se beneficiarían de la fertilización de carbono. Dado que la mayoría de las malezas son plantas C3 (Se llaman así porque en las de tipo C3 el primer compuesto orgánico fabricado en la fotosíntesis tiene 3 átomos de carbono y en el tipo C4 tiene 4), están compitiendo contra los cultivos C4 tales como el tomate. Sin embargo, algunos resultados hacen posible pensar que los herbicidas pueden ganar en eficacia con el aumento de la temperatura.
El calentamiento global podría causar un aumento en las precipitaciones en algunas zonas, lo que llevaría a un aumento de la humedad atmosférica y la duración de las estaciones húmedas. Combinado esto con las altas temperaturas, podría favorecer el desarrollo de enfermedades fúngicas. El estado Barinas (Venezuela) está sufriendo este efecto, sobre todo en el cultivo de la yuca. También el aumento de temperatura y de la humedad está favoreciendo el incremento de las plagas de insectos.

#### África

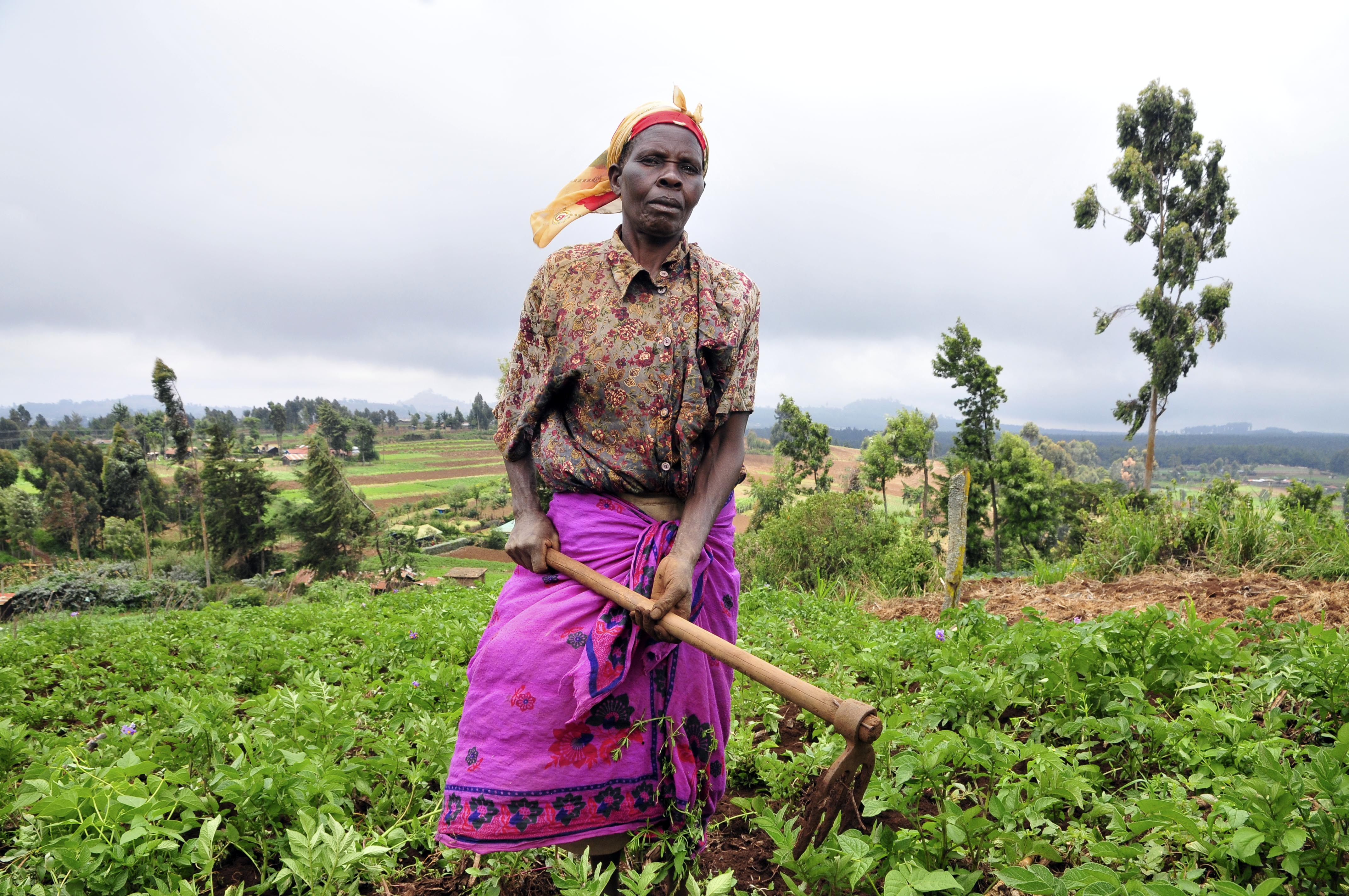
Una agricultora keniata.

La geografía de África la hace particularmente vulnerable al cambio climático y el 70% de la población cuenta con la agricultura de secano para su subsistencia. Un informe oficial de Tanzania sobre el cambio climático sugiere que las zonas que generalmente tienen 2 precipitaciones al año probablemente tendrán más y aquellas que solo tienen una temporada de precipitaciones podrían tener mucho menos lluvias. El resultado neto esperado es que crecerá 33% menos maíz (el alimento básico del país). Junto con otros factores, se cree que el cambio climático regional, específicamente la disminución en las precipitaciones, han contribuido al Conflicto de Darfur. La combinación de décadas de sequía, desertificación y sobrepoblación son las causas del conflicto, ya que la búsqueda de agua del pueblo nómada Baggara lo obliga a llevar sus ganados más al sur, a tierras ocupadas principalmente por granjeros.
Con una alta probabilidad, el IPCC concluyó que la variabilidad del clima y el cambio comprometerían gravemente la producción agrícola y el acceso a los alimentos. Algunos estudios sostienen que el sur de África podría perder más del 30% de su cultivo principal, el maíz, en 2030.[cita requerida]
El cambio climático puede que sea una de las causas de conflicto de Darfur (Sudán). La combinación de décadas de sequía, desertificación y sobrepoblación son algunas de las causas del conflicto porque los árabes baggara (árabes nómadas) llevaban sus ganados más al sur en busca de agua, a la tierra ocupada principalmente para la agricultura de los pueblos.
Un estudio publicado en la revista Science sugiere que, debido al cambio climático, Sudáfrica podría perder para el año 2030 más del 30% de su cosecha principal, el maíz. En el sur de Asia, las pérdidas de alimentos básicos regionales como el arroz, el mijo y el maíz podrían alcanzar un 10%.

#### América
El IPCC (2007:14) proyectó que es muy probable que en las zonas secas de América Latina la producción de algunos cultivos y de ganado disminuya, con consecuencias desfavorables para la obtención de alimento. En zonas templadas, los cultivos de soja crecerían. Está previsto que durante el siglo XXI la productividad caiga por encima del 30%. También la industria del pescado se verá muy afectada en muchos lugares.
En Estados Unidos, el aumento de la temperatura y las precipitaciones podría no tener efectos significativos en los cultivos más importantes. Según el IPCC (2007:14-15) se prevé que en las primeras décadas de este siglo, el cambio climático moderado incrementara la producción de los cultivos que solo reciben precipitaciones en un 5-20%. pero con una alta variabilidad entre regiones. El mayor desafío será para los cultivos que están cerca del rango de temperatura adecuada o los que dependen de recursos del agua altamente utilizados.

#### Asia
Con medianas probabilidades, el IPCC proyectó que en la mitad del siglo XXI, en el este y sureste de Asia, los cultivos aumentarían en un 20%, mientras que, en el centro y sur de Asia, se reducirían en un 30%. A nivel general, se proyectó que el riesgo de hambre será muy alto en varios países desarrollados. En el sur de Asia las pérdidas de productos básicos tales como el arroz, el mijo y el maíz podrían llegar al 10%.[cita requerida]

#### Europa
El IPCC (2007:14) proyectó que habrá una gran probabilidad de que en el Sur de Europa el cambio climático reduzca la producción en los cultivos. En el centro y este de Europa se espera que disminuya la productividad forestal. En el norte de Europa, el efecto inicial del cambio climático será incrementar la producción en los cultivos.
España en un gran productor mundial de cereales, verduras, frutas y aceite. Los cereales de secano que se cultivan en España han adelantado en las tres últimas décadas etapas de crecimiento que desarrollan en primavera como consecuencia de los efectos del cambio global, que en la Península se han manifestado con un incremento de la temperatura media y una ligera disminución, pero mayor intensidad, de las precipitaciones. El avance en sus estados fenológicos más significativo ha sido registrado en el trigo y en la avena, cuyas fases de aparición de la hoja bandera y de floración se han adelantado una media de tres y un día por año respectivamente. Las variaciones fenológicas pueden llegar a tener un gran impacto sobre la producción final de cultivo. Por su parte, la fenología y la floración del olivo también se está viendo seriamente afectada por el cambio global. Algo que puede tener graves repercusiones dado que la floración del olivo y la producción de cosecha están íntimamente relacionadas. Se ha reportado también por diferentes agricultores el adelanto en la actividad de insectos chupadores de savia, tales como pulgones, araña roja, piojo de San José, etc. derivadas del adelanto en el calendario de las temperaturas primaverales al mes de febrero. Esto se ha reportado especialmente en la franja mediterránea.

#### Oceanía
En Oceanía, si no hay una futura adaptación al cambio climático, los impactos en la agricultura serían considerables. Para 2030, la producción de la agricultura y silvicultura se reduciría en el sur y este de Australia y algunas partes del este de Nueva Zelanda. Se proyecta que los beneficios iniciales serán ríos más grandes por el sur y oeste.

#### Polos (Ártico y Antártida)
Brown reportó para el periódico The Guardian en 2005 cómo el cambio climático había afectado la agricultura en Islandia. Las temperaturas elevadas hicieron que se pudiera cultivar cebada, cosa que no se podía hacer desde hace 20 años. Este calentamiento se produjo debido al cambio de las corrientes oceánicas del Caribe, afectando también a la pesca.
Anisimov et al. (2007:655) estudiaron el clima de esta región. Con una probabilidad media, concluyeron que los beneficios de un clima menos severo dependerían de las condiciones locales. Uno de estos beneficios sería incrementar las oportunidades para la agricultura y silvicultura.

#### Islas pequeñas
En un estudio, Mimura et al. (2007:689) concluyó con una alta probabilidad, que la agricultura de subsistencia y la agricultura comercial en las islas pequeñas serían gravemente afectados por el cambio climático.

### Disminución en la producción de granos

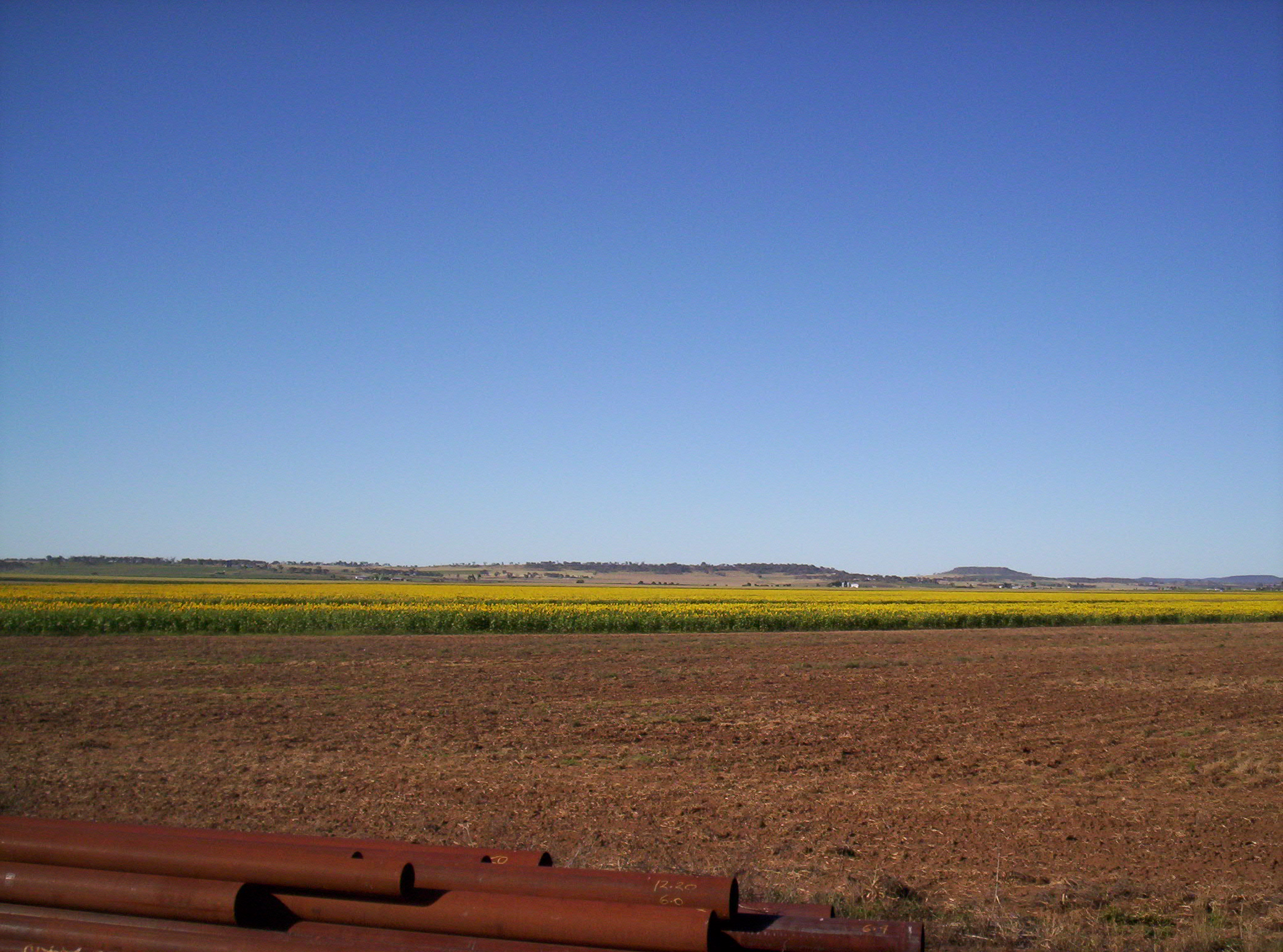
Cultivos como el girasol podrían afectarse por fuertes sequías en Australia.

Entre 1996 y 2003, la producción de granos se ha mantenido en aproximadamente 1800 millones de toneladas. En 2000, 2001, 2002, y 2003, las reservas de granos se han reducido ya que la producción mundial de estos no ha dado abasto al consumo.
A finales de los años setenta, el promedio de la temperatura de la tierra ha estado aumentando, con nueve de los 10 años más calientes desde 1995. En 2002, India y los Estados Unidos sufrieron de una disminución considerada de cultivos por las inusuales temperaturas y sequías. En la primavera y verano del 2003 Europa sufrió de escasez de lluvias y el calor dañó la mayor parte de los cultivos del Reino Unido y Francia en Europa Occidental proveniente de Ucrania en el este. Los precios del pan han estado aumentando en varios países de la región. Estudios llevados a cabo en Aragón (España) revelan la existencia de un proceso de marginalización de algunas zonas productoras, que dificultan cada vez más la planificación de los cultivos como consecuencia de las mayores restricciones derivadas del cambio climático.

### Impactos en la pobreza
Los investigadores del Overseas Development Institute han estudiado los impactos potenciales que podría tener el cambio climático en la agricultura y como esto afectaría en la lucha contra la pobreza de los países desarrollados. Sostuvieron que los efectos del cambio climático moderado serán diversos en esos países. Sin embargo, la vulnerabilidad de los pobres en los países desarrollados ante los efectos a corto plazo del cambio climático, principalmente el aumento de la frecuencia y severidad de climas adversos probablemente tendrá un impacto negativo. Según ellos, esto debería tenerse en cuenta en las políticas agrícolas.

### Modelos de desarrollo de cultivos
Los modelos que estudian el comportamiento climático frecuentemente son inconclusos. Para estudiar en profundidad los efectos del calentamiento mundial en la agricultura, se pueden utilizar otros tipos de modelos como modelos de desarrollo de cultivos, predicciones de la producción y cantidades de agua consumida y fertilizantes. Tales modelos resumen el conocimiento del clima, los suelos y los efectos observados como resultado de diversas prácticas agrícolas. Así, sería posible probar estrategias de adaptación a la modificación del medio ambiente.
Como estos modelos necesariamente simplifican las condiciones naturales (frecuentemente se parte del supuesto de que las malezas, las enfermedades y las plagas están controladas), no está claro qué tan realistas son estos estudios. Sin embargo, algunos resultados se aceptan parcialmente al aumentar su número de experimentos.
También se usan otros modelos, como el de desarrollo de insectos y enfermedades, que se basan en proyecciones climáticas, por ejemplo, la simulación de la reproducción del áfido o el desarrollo de la septoriosis, un tipo de enfermedad micótica del cereal.
Se utilizan escenarios para estimar los efectos del cambio climático en el desarrollo y rendimiento de los cultivos. Cada escenario se define como un conjunto de variables meteorológicas que se basan en proyecciones generalmente aceptadas. Por ejemplo, muchos modelos llevan a cabo simulaciones basadas en el doble de dióxido de carbono, un aumento de la temperatura del orden de 1 °C a 5 °C y un aumento o descenso del nivel de precipitaciones de un 20%. Otros parámetros incluyen la humedad, el viento y la actividad solar. Los modelos de escenarios de cultivos evalúan la adaptación de las granjas, como el cambio en la fecha de siembra, las especies adaptadas al clima (que necesitan vernalización y resistencia al frío y al calor), la adaptación del riego y los fertilizantes y la resistencia a las enfermedades. Los modelos más desarrollados se relacionan con el trigo, el maíz, el arroz y la soya.

### Efecto potencial de la temperatura en el período de crecimiento
La duración de los ciclos de crecimiento de los cultivos está, sobre todo, relacionada con la temperatura. Un aumento en la temperatura acelerará el crecimiento. En el caso de un cultivo anual, el período entre la siembra y la cosecha se acortará (por ejemplo, el tiempo antes de la cosecha del maíz podría acortarse entre una y cuatro semanas). Esta situación podría afectar negativamente a la productividad debido a que la senescencia sucedería más temprano.

### Efecto del aumento del dióxido de carbono en cultivos
El aumento en la concentración de CO2 en la atmósfera podría afectar de diferentes maneras a los cultivos. La elevación del CO2 incrementa la producción en los cultivos debido al aumento de la tasa fotosintética, y también reduce la pérdida de agua como resultado del cierre de los estomas. Los efectos de un incremento en el dióxido de carbono serían mayores en cultivos C3 (como el trigo) que en los cultivos C4 (como el maíz). Las plantas CAM serían las especies menos favorecidas. lo que produce una reducción en el consumo del agua.
De acuerdo con el IPCC, «La importancia del impacto del cambio climático en la calidad del forraje y el grano surge de investigaciones recientes. Para el arroz, el contenido de amilosa del grano (el cual determina la calidad de cocción) aumenta ante el aumento del CO2. El grano de arroz cocinado es más firme por plantas cultivadas en ambientes con alta concentración de CO2 que por las plantas bajo las condiciones actuales. Sin embargo, disminuirían las concentraciones de hierro y zinc, importantes para la nutrición humana. Además, el contenido proteico del grano se reduciría si se incrementan la temperatura y el dióxido de carbono».

### Tierras agrícolas y cambio climático
El cambio climático podría incrementar la cantidad de la tierra cultivable en regiones de alta latitud, por la disminución de las zonas heladas en el planeta. Un estudio hecho en el 2005 afirma que, desde el año 1960, la temperatura en Siberia ha aumentado en promedio 3 °C (mucho más que el resto del mundo). Sin embargo, informes sobre el impacto del calentamiento global en la agricultura rusa indican efectos contradictorios: mientras que en las tierras de la zona norte se espera que aumenten las tierras cultivables, también se advierte de posibles pérdidas en la productividad y un mayor riesgo de sequía.
Se espera que para el 2100 el nivel del mar aumente un metro, aunque no existe un consenso al respecto. La elevación del nivel del mar produciría pérdidas de tierras de cultivo, particularmente en el Sureste Asiático. La erosión, la inundación de las costas, la salinidad del nivel freático debido al incremento en el nivel del mar, podrían afectar a la agricultura a través de la inundación de tierras con baja altitud.
Si el nivel del mar aumenta a dichos niveles, tierras bajas como Bangladés, India y Vietnam tendrían mayores pérdidas en los cultivos de arroz. Vietnam, por ejemplo, depende fuertemente de la zona sur del país para sembrar arroz. Cualquier aumento en el nivel del mar de no más de un metro inundará varios km² de cultivos de arroz, causando que Vietnam fuese incapaz de producir y exportar su principal cereal.

### Erosión y fertilidad
Se espera que las altas temperaturas atmosféricas observadas en la década pasada se conviertan en ciclos hidrológicos más vigorosos, incluyendo precipitaciones más extremas. Es probable que se produzcan erosiones y degradaciones del suelo. La fertilidad de los suelos también se vería afectada por el cambio climático. En los próximos 50 años, el aumento de la erosión en la agricultura por factores antropogénicos puede causar pérdidas de hasta un 22% del carbón existente en el suelo. Sin embargo, debido a que la relación del carbón orgánico en el suelo y el nitrógeno se mantienen prácticamente constantes, la duplicación del carbono implicaría un almacenamiento mucho más alto del nitrógeno orgánico en los suelos, brindando mayores niveles de nutrición en las plantas, lo que produciría mejores cultivos. La demanda de fertilizantes con nitrógeno disminuiría, brindando la oportunidad de cambiar costosas estrategias de fertilización.
Debido a los climas extremos que podrían resultar, el incremento en precipitaciones aumentaría el riesgo de erosión, mientras que al mismo tiempo se tendrán tierras con mejor hidratación, dependiendo de la intensidad de la lluvia. La posible evolución de la materia orgánica en el suelo es un hecho controvertido: mientras que el aumento de la temperatura causaría una mayor tasa en la producción de minerales, reduciendo el contenido de materia orgánica en el suelo, la concentración atmosférica de CO2 tendería a incrementarse.

### Efectos potenciales del cambio climático en pestes, enfermedades y maleza
Es importante recalcar que la maleza experimentará la misma aceleración del ciclo, y también se beneficiaría de la fertilización carbónica. Ya que la gran mayoría de la maleza son plantas C3, probablemente competirían incluso más que ahora contra las plantas C4 en cultivos como el maíz. Por otro lado, algunos resultados hacen posible creer que los herbicidas serían más efectivos con el aumento de la temperatura.
El calentamiento mundial produciría un incremento de las precipitaciones en algunas áreas, causando un incremento en la humedad atmosférica y la duración de la estación lluviosa. Combinado con altas temperaturas, esto podría favorecer a la propagación de enfermedades de hongos. Igualmente, debido a las altas temperaturas y la humedad, podría haber un incremento en la propagación de insectos y vectores biológicos.

### Desaparición yretroceso de los glaciares
El continuo retroceso de los glaciares tendrá diferentes impactos cuantitativos. En regiones donde se dependa mucho de la escorrentía de los glaciares que se derritieron en la temporada de verano más caliente, posteriormente actual del retroceso eventualmente agotará el hielo glacial y sustancialmente reduciría o eliminaría la escorrentía. Una reducción de la escorrentía afectará la habilidad de irrigar cultivos y reducirá el flujo de una corriente de agua necesaria para mantener las represas y diques llenas.
Aproximadamente 1300 millones de personas viven en las cuencas hidrográficas de los ríos del Himalaya. India, China, Pakistán, Afganistán, Bangladés, Nepal y Birmania podrían experimentar inundaciones seguidas por graves sequías en las décadas posteriores. Solamente en India, El río Ganges provee agua para tomar y para la agricultura, beneficiando a más de 1300 millones de personas. La costa Oeste de Norteamérica, que obtiene gran parte del agua que necesitan de glaciares y montañas como Rocky Mountains y Sierra Nevada también serían afectados.

### Ozono y rayos UV
Algunos científicos creen que la agricultura podría verse afectada por una disminución de la capa de ozono, ya que los radiación ultravioleta de onda media (UVB) aumentaría, lo cual biológicamente es peligroso. Un exceso de este tipo de radiación puede afectar directamente en la fisiología de las plantas y producir cantidades masivas de mutaciones, e indirectamente cambiar el comportamiento de los polinizadores, aunque tales cambios son fáciles de cuantificar. Sin embargo, aún no se ha establecido si un incremento en los gases de efecto invernadero harían disminuir la capa de ozono.
Lo que si se sabe es que un posible efecto de la elevación de la temperatura sean unos niveles significativamente más altos del ozono en la troposfera, que haría que los cultivos tuvieran rendimientos substancialmente menores.

### El Niño
Durante las últimas décadas el número de eventos de El Niño aumentó, aunque se necesita un período de observación mucho mayor para detectar cambios robustos. En 2014 se informó en Nature sobre una robusta tendencia al aumento en Los Niños extremos.
Varios estudios de datos históricos sugieren que la reciente variación de El Niño está vinculado al calentamiento global, pero no hay consenso sobre este aspecto. Por ejemplo, incluso después de restar la influencia positiva de la variación decenal, se demuestra que está posiblemente presente en la tendencia ENOS, la amplitud de la variabilidad ENOS en los datos observados todavía aumenta, por tanto como 60% en los últimos 50 años.
Puede ser que el fenómeno observado de eventos de El Niño más frecuentes y más fuertes se produce solo en la fase inicial del calentamiento global y luego (por ejemplo, después de que las capas inferiores del océano también se calienten) El Niño será más débil de lo que era. También puede ser que las fuerzas estabilizadoras y desestabilizadoras que influyen en el fenómeno finalmente se compensarán entre sí. Se necesita más investigación para proporcionar una mejor respuesta a esa pregunta. Sin embargo, los nuevos modelos publicados en la revista Nature en 2014 indicaron que el calentamiento global no mitigado afectaría particularmente las aguas superficiales del Pacífico Oriental ecuatorial y duplica la ocurrencia de Los Niños extremos.
En un futuro, regiones como Indonesia donde el cultivo principal consistente de arroz será más vulnerable al incremento de la intensidad del fenómeno El Niño. David Battisi, profesor de la Universidad de Washington, investigó los efectos de los futuros fenómenos de El Niño de la agricultura de Indonesia usando el informe anual del IPCC del año 2007 y 20 modelos logísticos diferentes que estudian factores climáticos como la presión atmosférica, nivel del mar y humedad, y encontró que la cosecha de arroz experimentará un decrecimiento en sus cultivos. Bali y Java, que poseen el 55% de los cultivos de arroz en Indonesia, probablemente experimentarán 9-10% de menos monzones, los cuales prolongan las temporadas de hambre. La cosecha normal de arroz empieza en octubre y la recolección en enero. Sin embargo, como el cambio climático afecta al fenómeno del Niño, produce un retraso en la plantación de cultivos, así que la recolección será mucho más tarde y en condiciones más secas, produciendo cultivos con menor rendimiento.

## Impacto de la agricultura en el cambio climático
El impacto ambiental de la agricultura es el efecto que las diferentes prácticas agrícolas tienen sobre el medio ambiente. El impacto ambiental de la agricultura varía de acuerdo a los métodos, técnicas y tecnologías utilizadas, y la escala de la producción agrícola. La agricultura en general impacta sobre el suelo, el agua, el aire, la biodiversidad, las personas, las plantas y su diversidad genética, la calidad de la comida y los hábitats.
La agricultura contribuye al incremento de gases de efecto invernadero por la liberación de CO2 relacionado con la deforestación, la liberación de metano del cultivo de arroz, la fermentación entérica en el ganado y la liberación de óxido nitroso de la aplicación de fertilizantes. Todos estos procesos juntos componen el 54% de emisiones de metano, aproximadamente el 80% de emisiones de óxido nitroso, y casi todas las emisiones de dióxido de carbono relacionados con el uso de tierras. La agricultura industrial es la principal contribuyente de metano y óxido nitroso a la atmósfera terrestre. Además, la agricultura industrial impacta en el ambiente debido al uso intensivo de agroquímicos o plaguicidas, la contaminación del agua y la aparición de zonas muertas, la degradación del suelo, la producción de desechos y la contaminación genética.
El sector agropecuario es uno de los principales emisores de gases de efecto invernadero, que junto con los efectos del cambio de uso de las tierras y la quema de combustibles fósiles, están entre las principales causas del calentamiento global. Además de ser un importante usuario de tierras y consumidor de combustibles fósiles, la agricultura y la ganadería contribuyen directamente a las emisiones de gases de efecto invernadero por medio de las técnicas empleadas para el cultivo de granos y monocultivos, y la cría de ganado. El sistema agroalimentario global actual es responsable de cerca de la mitad (entre 44 % y 57 %) de todas las emisiones de gases con efecto de invernadero producidas por actividades humanas. Esta cifra se compone de la contribución de las emisiones agrícolas —las emisiones producidas en los campos de cultivo— de entre el 11 y el 15 %; un 15-18 % producidas por el cambio en el uso del suelo y la deforestación ocasionada por la agricultura; entre un 15 y 20 % de emisiones proveniente del procesamiento y el empacado de los productos agrícolas y entre un 3.5 y 4.5 % proveniente de los desechos.

### Ganadería
La ganadería es una de las actividades humanas con mayor impacto ambiental, dado que representa la primera causa de desforestación y contribuye de forma decisiva a la pérdida de biodiversidad, el cambio climático, la contaminación y eutrofización de las masas de agua y a la degradación del suelo. En determinados contextos locales podría tener no obstante un impacto positivo limitado.
Mundialmente, la ganadería ocupa el 70% de todas las tierras usadas en agricultura, que representan el 30% de la tierra libre de hielo de la Tierra. El 18% de gases de invernadero antropogénicos se podrían deber a las emisiones de la ganadería y actividades relacionadas, tales como la deforestación para establecer zonas de pasto, la erosión del suelo o el sobrepastoreo y el incremento de prácticas intensivas de consumo de combustibles. Las atribuciones específicas del sector ganadero incluye: 9% de las emisiones globales de CO2, 35-40% de las emisiones globales de metano (principalmente debido a fermentaciones entéricas y al estiércol) y 64% de las emisiones globales de óxido nitroso, principalmente debido al uso de fertilizante. Los caminos de acceso también facilitan la destrucción del hábitat y su conversión para formar potreros. Este problema es especialmente grave en las fincas de ganado que se implementan en el bosque húmedo tropical de América Latina, como la cuenca del Amazonas, y no es sostenible a corto plazo.
Otro problema es la desertización. Las fincas de ganado que se establecen en terrenos de pasto naturales, normalmente requieren un control constante de su capacidad para prevenir el pastoreo excesivo durante los años secos. El ganado doméstico inevitablemente debe tomar agua todos los días; por eso es difícil evitar el pastoreo excesivo alrededor de las fuentes de agua. Entonces, el potencial de la utilización del ganado salvaje debe ser estudiado durante la preparación del proyecto, porque no requiere agua todos los días, no sufre picadura de la mosca tsetsé, ni de los insectos, como sucede con el ganado bovino; en consecuencia, no existe ninguna necesidad de insecticida; comen una variedad más amplia de vegetación y también mordisquean, por eso pueden dar más productos, a mediano y largo plazo, que el ganado bovino.